# Surya Bonaly
Surya Bonaly (ur. 15 grudnia 1973 w Nicei) – francuska łyżwiarka figurowa, startująca w konkurencji solistek. Uczestniczka igrzysk olimpijskich (1992, 1994, 1998), trzykrotna wicemistrzyni świata (1993–1995), pięciokrotna mistrzyni Europy (1991–1995), mistrzyni świata juniorów (1991) oraz 9-krotna mistrzyni Francji (1989–1997). Zakończyła karierę amatorską w 1998 roku, a następnie kontynuowała występy profesjonalne i rozpoczęła karierę trenerską w Minnesocie.
W 1998 roku zapisała się w historii jako jedyna łyżwiarka figurowa, która na igrzyskach olimpijskich wykonała salto w tył, lądując na jednej łyżwie. Jest to element łyżwiarski zakazany przez Międzynarodową Unię Łyżwiarską (ISU) od 1976 roku. 

## Biografia

### Kariera amatorska
Bonaly została jedną z pierwszych czarnoskórych łyżwiarek figurowych, które odniosły sukces na arenie międzynarodowej. Surya Bonaly, dziewięciokrotna mistrzyni Francji aż pięć razy zdobyła mistrzostwo Europy, co uczyniło ją jedną z najbardziej utytułowanych łyżwiarek w Europie. Oprócz tego regularnie stawała na podium zawodów międzynarodowych. Wśród wielu osiągnięć Bonaly zabrakło złotego medalu mistrzostw świata i medalu olimpijskiego. Trzykrotnie została wicemistrzynią świata, choć nie brakowało opinii, że brak złotego medalu był wyrazem dyskryminacji. Na mistrzostwach świata 1994 w Chibie złoty medal przegrała z Japonką Juka Satō. Sędziowie złoto przyznali Japonce, z czym Bonaly nie mogła się pogodzić. Była tak zdenerwowana, że zaprotestowała przeciwko decyzji sędziów, odmawiając stanięcia na podium i ściągając srebrny medal z szyi.
Startowała na zimowych igrzyskach olimpijskich trzykrotnie. Po raz pierwszy w 1992 w Albertville, gdzie zajęła 5. miejsce. W części programu dowolnego Bonaly wykonała improwizowaną choreografię w której jako pierwsza kobieta podjęła próbę skoku w zawodach poczwórnego toe-loopa, którego nie dokręciła i wylądowała zbyt wcześnie w dziwnej pozycji. Dwa lata później, na igrzyskach w Lillehammer uplasowała się tuż za podium. Jednak największą sławę przyniósł jej występ na Zimowych Igrzyskach Olimpijskich 1998 w Nagano. Jej występ na ostatnich igrzyskach stał pod znakiem zapytania z powodu kontuzji ścięgna Achillesa, którego nabawiła się tuż przed Olimpiadą. Ostatecznie Bonaly wystąpiła w Nagano, jednak po programie krótkim zajmowała dopiero 6. miejsce. Trenerzy ostrzegali ją, aby nie wykonywała w programie dowolnym niedozwolonych elementów łyżwiarskich, ale Bonaly zadecydowała inaczej. Gdy zdała sobie sprawę, że nie ma szansy na zdobycie olimpijskiego medalu wykonała salto w tył lądując na jednej łyżwie. Jest to element łyżwiarski zakazany przez Międzynarodową Unię Łyżwiarską (ISU) od 1976 roku, dlatego Bonaly otrzymała punkty karne i ostatecznie zakończyła zawody olimpijskie na 10. miejscu. Po igrzyskach zakończyła karierę amatorską, a swoim saltem zapisała się w historii igrzysk olimpijskich oraz łyżwiarstwa figurowego.

### Kariera profesjonalna i trenerska
Po zakończeniu kariery amatorskiej występowała regularnie w rewiach łyżwiarskich do 2007 roku. W 2016 roku rozpoczęła pracę jako trenerka łyżwiarstwa w Minnesocie. 

### Życie prywatne
Surya Bonaly urodziła się w Nicei. Oryginalnie miała na imię Claudine, zaś imię Surya nadali jej rodzice adopcyjni Suzanne i Georges Bonaly. W czasie kariery łyżwiarskiej do mediów przekazano informację o jej pochodzeniu z wyspy Reunion na Oceanie Indyjskim, co w późniejszym czasie okazało się fikcyjną historią przekazaną przez jej rodziców, mającą wywołać zainteresowanie mediów „egzotycznym” pochodzeniem ich córki. Jej matka Suzanne, była nauczycielka wychowania fizycznego, była bardzo zdeterminowana, aby jej córka osiągnęła sukces sportowy. Nie odstępowała jej na krok podczas przygotowań i wywierała na córce oraz jej trenerach dużą presję.
W styczniu 2004 roku otrzymała obywatelstwo Stanów Zjednoczonych. 18 września 2016 roku zaręczyła się z trenerem łyżwiarskim Pete Biverem.

## Osiągnięcia

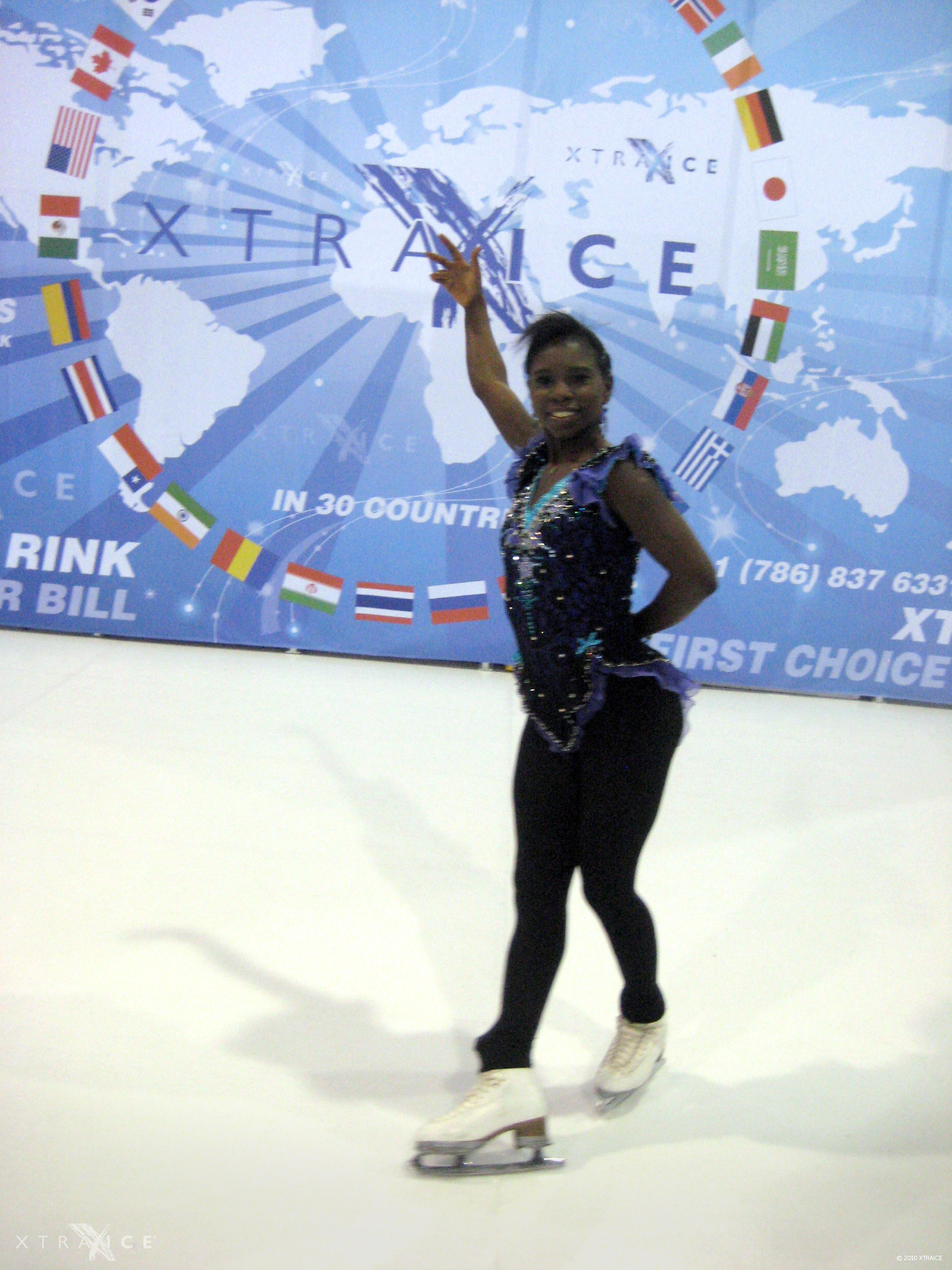
Surya Bonaly (2009)

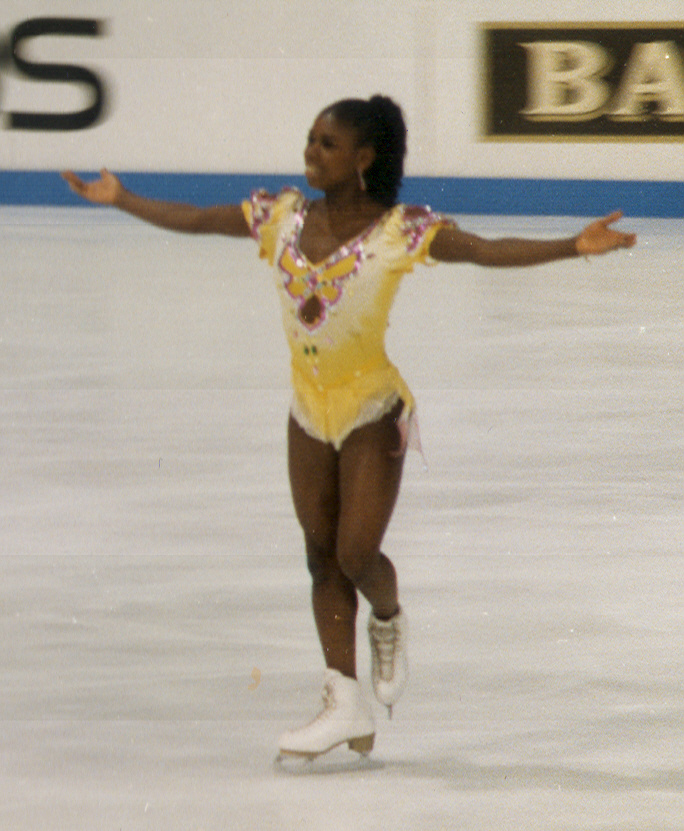
Surya Bonaly na zawodach Nations Cup 1992

| Zawody                                | 87–88          | 88–89          | 89–90          | 90–91          | 91–92          | 92–93          | 93–94          | 94–95          | 95–96          | 96–97          | 97–98          |                |                |                |                |                |                |
| Międzynarodowe                        | Międzynarodowe | Międzynarodowe | Międzynarodowe | Międzynarodowe | Międzynarodowe | Międzynarodowe | Międzynarodowe | Międzynarodowe | Międzynarodowe | Międzynarodowe | Międzynarodowe | Międzynarodowe | Międzynarodowe | Międzynarodowe | Międzynarodowe | Międzynarodowe | Międzynarodowe |
| ------------------------------------- | -------------- | -------------- | -------------- | -------------- | -------------- | -------------- | -------------- | -------------- | -------------- | -------------- | -------------- | -------------- | -------------- | -------------- | -------------- | -------------- | -------------- |
| Igrzyska olimpijskie                  |                |                |                |                | 5              |                | 4              |                |                |                | 10             |                |                |                |                |                |                |
| Mistrzostwa świata                    |                | 10             | 9              | 5              | 11             | 2              | 2              | 2              | 5              |                |                |                |                |                |                |                |                |
| Mistrzostwa Europy                    |                | 8              | 4              | 1              | 1              | 1              | 1              | 1              | 2              | 9              | 6              |                |                |                |                |                |                |
| Nations Cup                           |                |                |                |                |                | 1              |                |                |                |                |                |                |                |                |                |                |                |
| NHK Trophy                            |                |                |                |                | 2              | 1              | 1              | 2              | 4              |                |                |                |                |                |                |                |                |
| Cup of Russia                         |                |                |                |                |                |                |                |                |                |                | 4              |                |                |                |                |                |                |
| Skate America                         |                |                | 6              | 5              | 3              |                | 2              | 1              | 4              |                |                |                |                |                |                |                |                |
| Skate Canada International            |                |                | 7              |                | 1              |                |                |                |                |                | 3              |                |                |                |                |                |                |
| Trophée de France                     |                | 7              | 1              | 1              | 5              | 1              | 1              | 1              | 3              |                |                |                |                |                |                |                |                |
| Nebelhorn Trophy                      |                |                | 2              | 1              |                |                |                |                |                |                |                |                |                |                |                |                |                |
| Piruetten                             |                |                |                |                |                |                | 4              |                |                |                |                |                |                |                |                |                |                |
| Igrzyska dobrej woli                  |                |                |                | 3              |                |                |                | 1              |                |                |                |                |                |                |                |                |                |
| Międzynarodowe: Kategorie młodzieżowe |                |                |                |                |                |                |                |                |                |                |                |                |                |                |                |                |                |
| Mistrzostwa Świata Juniorów           | 14             | 3              | 2              | 1              |                |                |                |                |                |                |                |                |                |                |                |                |                |
| Krajowe                               |                |                |                |                |                |                |                |                |                |                |                |                |                |                |                |                |                |
| Mistrzostwa Francji                   | 4              | 1              | 1              | 1              | 1              | 1              | 1              | 1              | 1              | 1              | 2              |                |                |                |                |                |                |